# Rashmi Anand
Rashmi Anand est une militante et écrivaine indienne préoccupée par la violence domestique. En 2015, Le président de l'Inde lui a décerné le prix Nari Shakti Puraskar (en français : Prix du pouvoir des femmes), la plus haute récompense pour les femmes en Inde. Elle a fondé le Woman of the Elements Trust qui apporte un soutien aux victimes de violences domestiques à Delhi.

## Biographie
Rashmi Anand est élevée à Kolkata et son travail la conduit à Delhi où ses parents ont arrangé un mariage avec un avocat prospère de la ville. Ses parents veulent qu'elle se taise, même si elle doit aller à l'hôpital à cause des blessures que son mari lui inflige.
Anand a subi des violences physiques de la part de son mari pendant dix ans. Ils ont eu deux enfants ensemble et quand elle a finalement décidé de rompre le mariage, elle est partie avec son enfant de six ans qui ne parlait pas à cause du stress. Elle n'a pas porté plainte contre son mari en raison des menaces qu'il a proférées, mais elle a obtenu la garde de leurs enfants. Cette histoire a servi de base à son premier livre.
Le calendrier 2010 de la police de Delhi est basé sur sa vie et son premier livre.

### Note
- (en) Cet article est partiellement ou en totalité issu de l’article de Wikipédia en anglais intitulé « Rashmi Anand » (voir la liste des auteurs).